# Gunma prefektur
Gunma prefektur (群馬県; Gunma-ken) ligger i regionen Kanto på Honshu i Japan. Den har 1 973 476 invånare (2015) på en yta av 6 362,28 km². Residensstad är Maebashi.

## Administrativ indelning
Prefekturen var år 2016 indelad i tolv städer (-shi) och 23 kommuner (-machi eller -mura).
De 23 kommunerna grupperas i sju distrikt (-gun). Distrikten har ingen administrativ funktion utan fungerar i huvudsak som postadressområden.
Städer:
- Annaka, Fujioka, Isesaki, Kiryū, Maebashi, Midori, Numata, Ōta, Shibukawa, Takasaki, Tatebayashi, Tomioka

Distrikt och kommuner:
| - Agatsuma distrikt - Higashiagatsuma - Kusatsu - Naganohara - Nakanojō - Takayama - Tsumagoi - Kanra distrikt - Kanra - Nanmoku - Shimonita | - Kitagunma distrikt - Shintō - Yoshioka - Ōra distrikt - Chiyoda - Itakura - Meiwa - Ōizumi - Ōra | - Sawa distrikt - Tamamura - Tano distrikt - Kanna - Ueno - Tone distrikt - Katashina - Kawaba - Minakami - Shōwa |